# Adolf Deuster
Adolf Hubert Deuster, genannt „Kinderkaplan“ (* 25. März 1887 in Lüftelberg; † 23. Juli 1982 in Bad Neuenahr), war ein katholischer Priester, Gründer und langjähriger Leiter des Ferienkinderhilfswerkes sowie Schriftsteller.

## Jugendzeit und Ausbildung

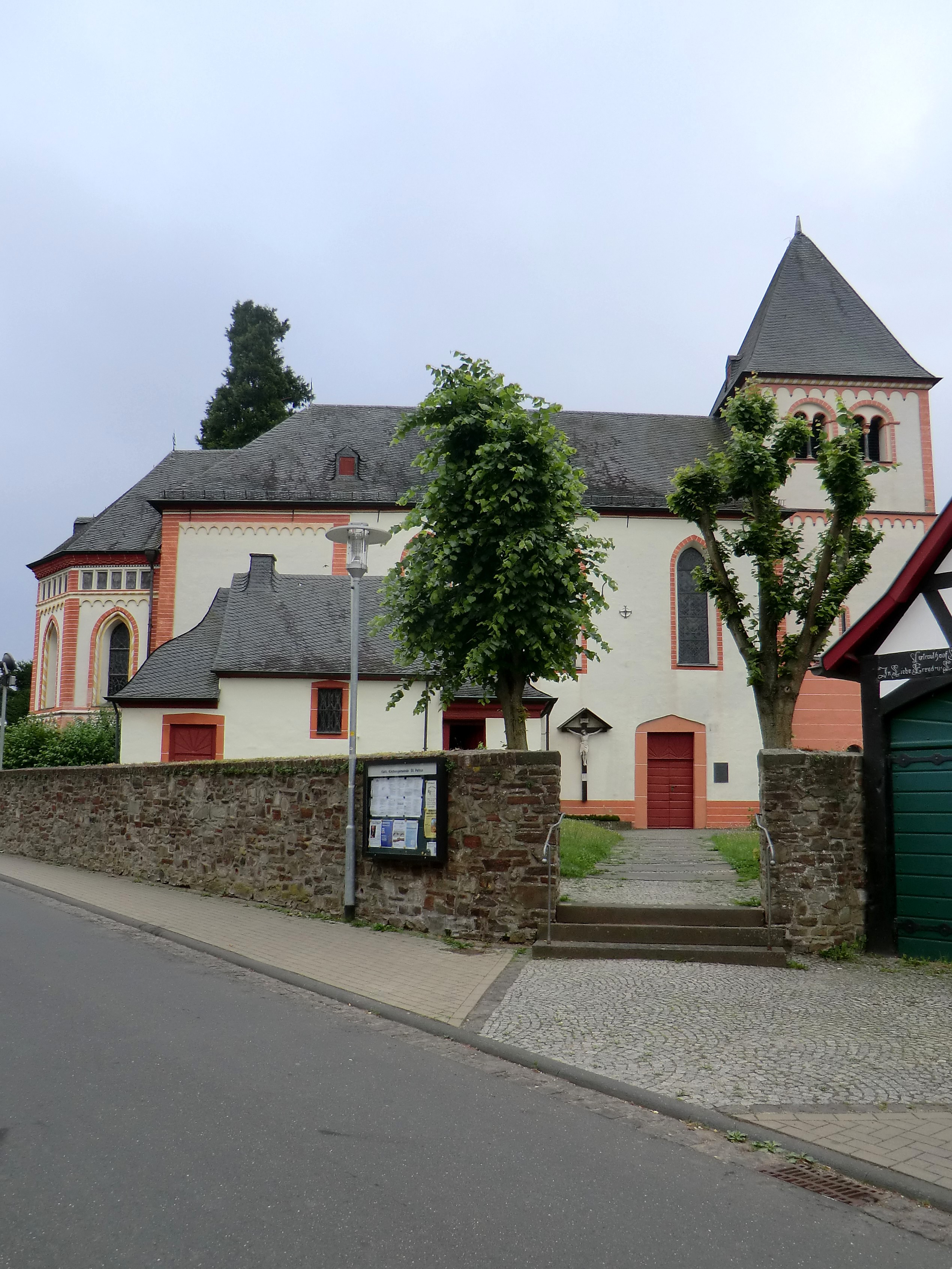
Kath. Pfarrkirche St. Petrus in Meckenheim-Lüftelberg, Adolf Deusters Heimatkirche

Deuster wurde am 25. März 1887 als jüngstes von fünf Kindern des auf Schloss Lüftelberg beschäftigten Mathias Deuster und dessen zweiter Ehefrau Eva Franziska, geborene Leyendecker, in Lüftelberg, heute Ortsteil der Stadt Meckenheim, geboren. Einfluss auf seinen späteren Lebensweg hatte der frühe Tod seiner Mutter im Oktober 1890. Da sein Vater nicht erneut heiratete, oblag seiner älteren Schwester Agathe die Besorgung des Haushaltes und die Erziehung ihrer vier Geschwister. Agathes Eheschließung und Adolfs Wechsel in ein Internat fallen zeitlich zusammen.
Aufgewachsen ist er in der heutigen Flerzheimer Straße in Lüftelberg, unweit des Wasserschlosses Lüftelberg. In seinem Heimatdorf besuchte er zunächst die Volksschule, bevor er im Alter von 14 Jahren als Internatsschüler auf die Ordensschule der Herz-Jesu-Priester in Sittard (Niederlande) wechselte, in Preußen durfte es zu dieser Zeit keine Jesuitenschulen geben. Hier legte er die Reifeprüfung ab.
Von 1910 bis 1915 studierte er Theologie und Philosophie in Luxemburg und Bonn. Zum Diakon wurde er am 20. März 1915 geweiht, tags darauf für die Herz-Jesu-Priester zum Priester. Beide Weihen erhielt er in Luxemburg durch den dortigen Bischof Johannes Joseph Koppes.

## Berufliches Wirken

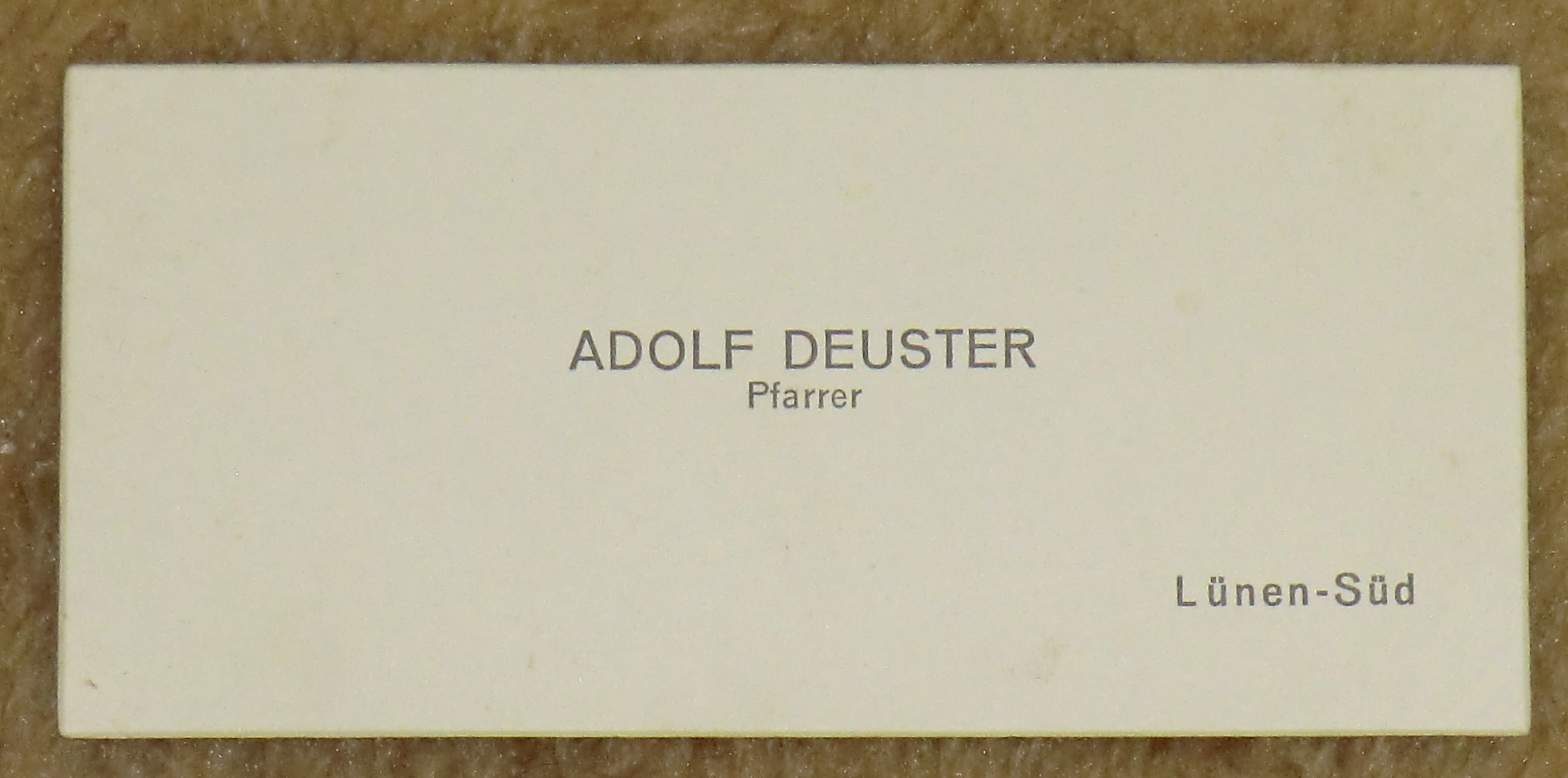
Visitenkarte Adolf Deusters um 1940

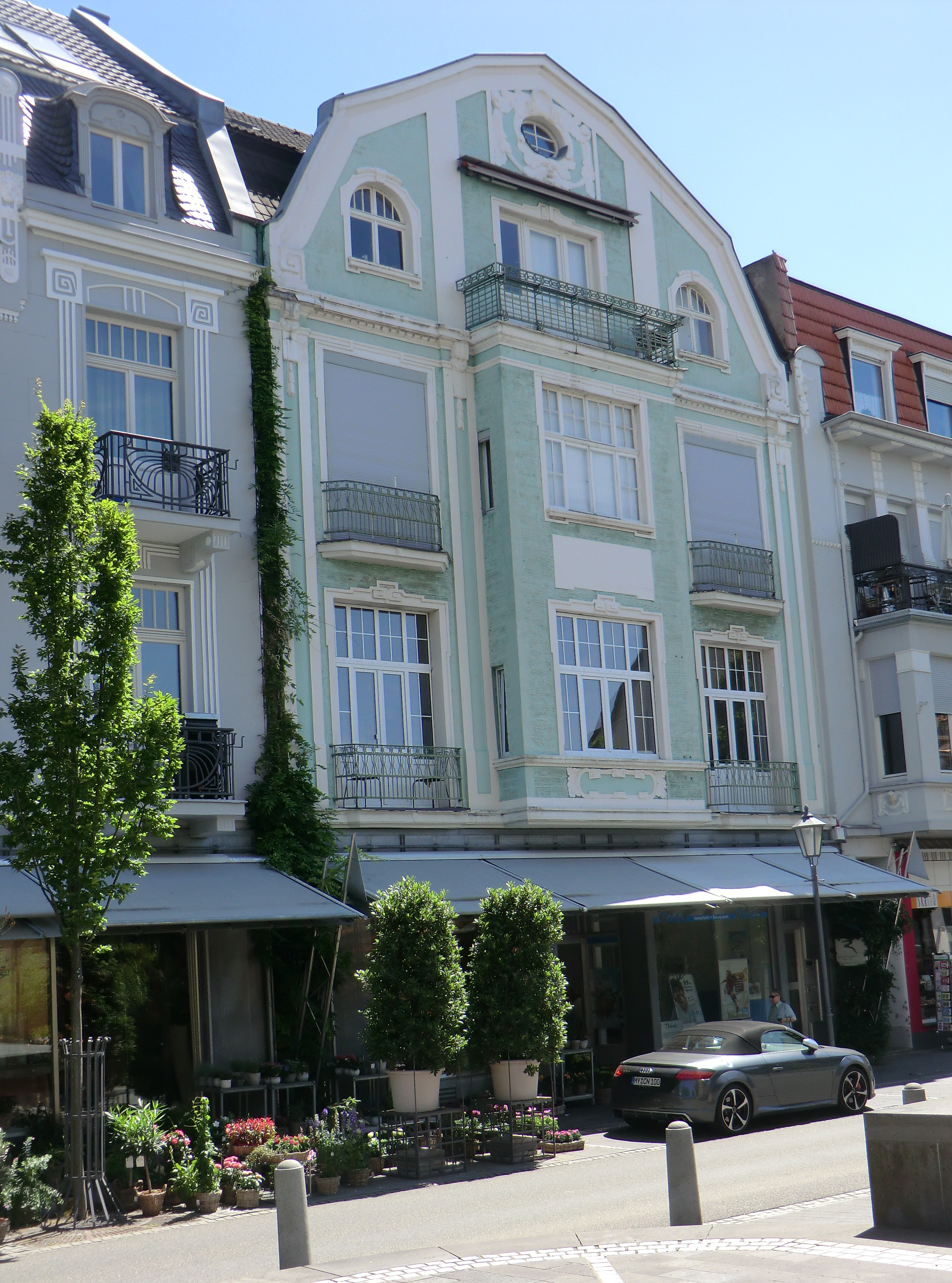
Deusters Wohnhaus in Bad Neuenahr von 1953 bis 1975

Nach der Priesterweihe kehrte er zunächst für einige Monate nach Lüftelberg zurück, wo er nach seiner Primiz als Angehöriger des Ordens der Herz-Jesu-Priester den erkrankten Dorfpfarrer Wilhelm Herchenbach in der Seelsorge unterstützte und nach dessen Tod am 5. Februar 1916 dessen Nachfolger Joseph Bomans den Dienstantritt im Mai 1916 erleichterte. Von 1916 bis 1925 war er als Vikar (Schlosskaplan) auf Schloss Gevelinghausen (Hochsauerlandkreis) tätig, wo er den Souveränen Malteser Ritterorden kennen lernte. Hier gründete er das Ferienkinderhilfswerk, das 1931 dem Malteser Ritterorden angegliedert wurde.
1919 wurde er dem Bistum Paderborn inkardiniert – womit seine Ordenszugehörigkeit endete –, und 1921 legte er das Pfarrexamen ab.
Als Kaplan war er von 1925 bis 1934 in Dortmund (Pfarrei Liebfrauen) und danach bis 1936 in Bochum (Pfarrei St. Marien) tätig. Von August 1936 bis zu seiner Pensionierung im Juni 1953 war er als Pfarrer in Lünen-Süd (Pfarrei Heilige Familie) tätig, wo er nach dem Krieg dem Kolpingchor neue Impulse gab, dessen Präses er war.
Die Zeit seines Ruhestandes verbrachte er in Bad Neuenahr, wo er weiterhin das von ihm gegründete Kinderhilfswerk leitete, sich aber auch in der Pfarrseelsorge engagierte. Ein Augenleiden hinderte ihn jetzt daran, in ähnlichem Umfang wie in früheren Jahren schriftstellerisch tätig zu sein.

## Soziales Engagement
Deusters Lebenswerk war das von ihm 1927 gegründete Ferienkinderhilfswerk, das vor allem Kindern aus sozial benachteiligten Familien eine meist dreiwöchige sorglose Ferienzeit ermöglichte. Während der NS-Zeit wurde es diesem Hilfswerk – wie anderen ähnlichen Einrichtungen – untersagt, tätig zu werden. Ab 1945 wurde es von Deuster gemeinsam mit dem Malteser Ritterorden wieder aufgebaut. Er leitete und organisierte das Ferienkinderhilfswerk bis 1969, als er es, bereits 82-jährig, an seinen Nachfolger übergab. Insgesamt rund 40.000 Kinder nahmen in diesen Jahren an den von Deuster organisierten Ferienzeiten auf Schlössern, in Klöstern, Ferienheimen und Jugendherbergen sowie bei Ordensgenossenschaften teil. Selbst für Kinder in der DDR ermöglichte er in den 1960er-Jahren eine solche Ferienzeit, indem er die für eine ähnliche Ferienzeit in der DDR erforderlichen finanziellen Mittel zur Verfügung stellte.
Erste Überlegungen zur Gründung dieses Hilfswerkes für Kinder aus sozial benachteiligten Familien stellte Deuster während seiner Zeit auf Schloss Gevelinghausen an. Hier bot er bereits den ersten Kindergruppen aus dem Ruhrgebiet, wo in den 1920er-Jahren vor allem die Menschen in den Großstädten unter der erneuten Besatzung durch französische Truppen, einer steigenden Armut und der Geldentwertung zu leiden hatten, zwei- bis dreiwöchige Ferienzeiten an. Unbeschwerte Tage in der ländlichen Natur, eine gesunde und ausreichende Ernährung und abwechslungsreiche Beschäftigungen im Kreis Gleichaltriger boten der gefährdeten Großstadtjugend ein neues Lebensfundament. Der Kreis der Begünstigten vergrößerte sich schnell und weitete sich über die Stadt- und Diözesangrenzen hinaus aus. Auch nach Belgien, Dänemark, Frankreich, Norwegen, in die Schweiz, die Niederlande und nach Italien konnte er Kinder- und Jugendgruppen vermitteln. Bei der Kontaktaufnahme mit potentiellen Herbergsgebern kam ihm seine Verbindung zum katholischen Adel zugute, die er seit seiner ersten Anstellung auf Schloss Gevelinghausen kontinuierlich ausgebaut hatte.
In späteren Jahren, als er die Leitung des Ferienkinderhilfswerkes bereits an seinen Nachfolger, den Caritaspfarrer Karl-Theo Schultebraucks, übergeben hatte, erschloss er neue Zielgruppen für sein soziales Engagement. Behinderte Kinder und mittellose Priester in der Diaspora standen für ihn nun im Vordergrund. Gemeinsam mit Organisationen wie dem Diözesan-Caritas-Verband, dem Malteser Hilfsdienst und dem Deutschen Katholischen Blindenwerk, später auch der Aktion Sorgenkind, setzte er seine mit dem Ferienkinderhilfswerk in den 1920er-Jahren begonnenen karitativen Arbeiten fort.
Unterstützung bei den organisatorischen Arbeiten erhielt er durch Studenten, von denen einige später auch Priester wurden. Er selber nutzte vor allem die im Laufe der jahrzehntelangen Tätigkeit aufgebauten persönlichen Kontakte zur Einwerbung finanzieller Mittel für das Ferienkinderhilfswerk. Durch Bulle des Großmeisters vom 29. März 1938 wurde Deuster als Donat 2. Klasse in den Malteserorden aufgenommen, nach 1945 erfuhr er eine Rangerhöhung, indem er Magistralkaplan des Ordens wurde.

## Schriftstellerische Tätigkeit
Neben zahlreichen Artikeln für Tageszeitungen und Zeitschriften veröffentlichte Deuster zwischen 1925 und 1958 insgesamt zehn Bücher. Thematisch spannte er darin einen weiten Bogen, von der Interpretation des Vaterunsers über Anleitungen zur Arbeit mit Kindern und Jugendlichen bis zur Adaption der Sprache der Schweizer Originalliteratur über Nikolaus von Flüe an die standarddeutsche Sprache. Allen Veröffentlichungen lag eine christliche Lebenseinstellung zugrunde, abgeleitet aus der Bibel und basierend auf der Lehre der katholischen Kirche.
Deusters Buchveröffentlichungen:

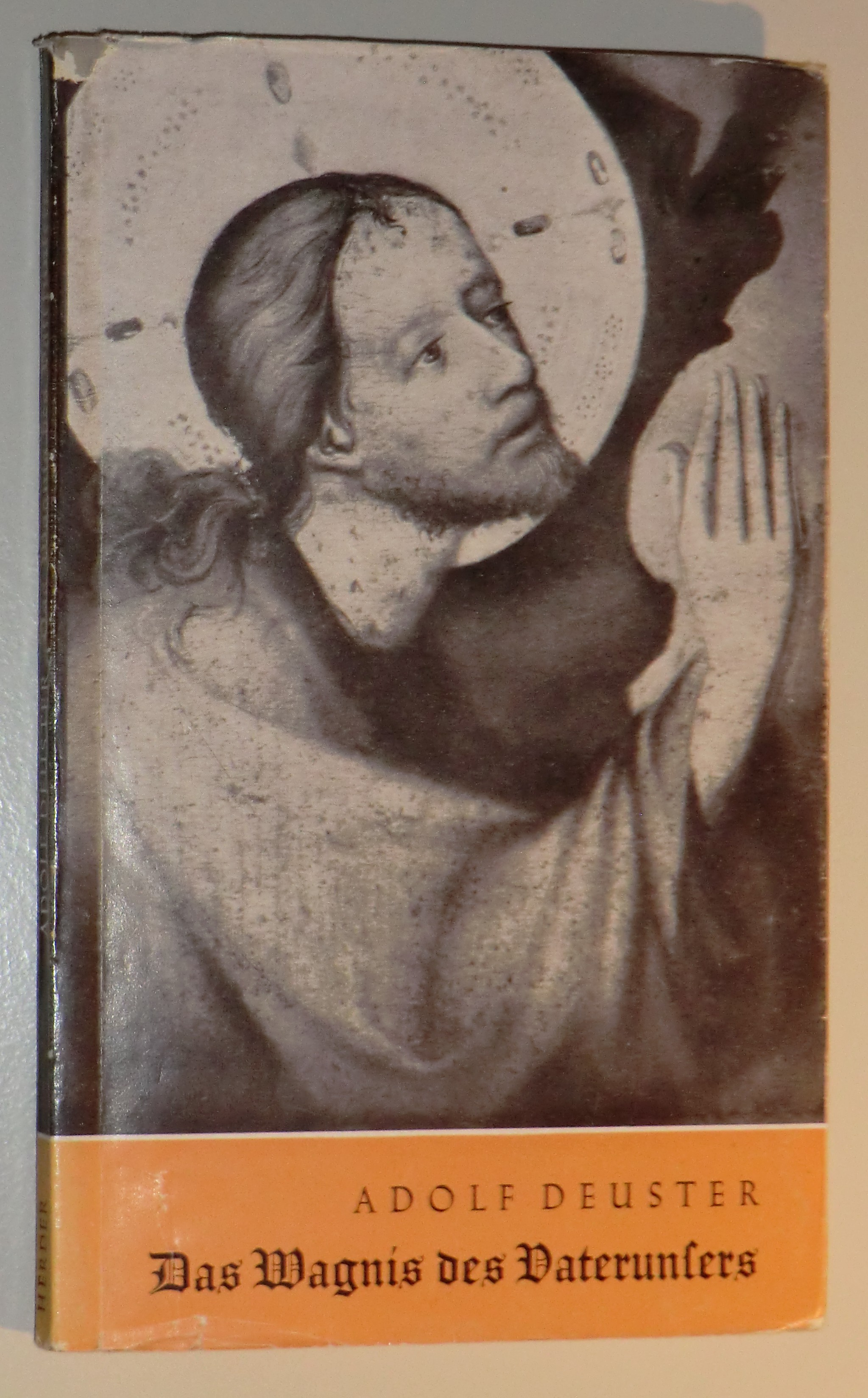
1952 veröffentlichte Adolf Deuster "Das Wagnis des Vaterunsers"

- Menschengüte. Ein Buch vom Sehnen moderner Menschen. Mönchengladbach 1925
- Dein Reichtum. Mönchengladbach 1928
- Die Aloysianischen Sonntage. Mönchengladbach 1929
- Katholische Kinderfreundearbeit. Grundsätzliches und Praktisches. Leutesdorf/Rhein 1930
- Unsere Kinder. Erfahrungen und Anregungen zur katholischen Kinderfreundearbeit. Paderborn 1931
- Es kam ein Bettler an die Tür … Kevelaer 1932
- Sankt Nikolaus von Flüe. Gott ruft einen Mann. Bonn 1950, 1957
- Das Wagnis des Vaterunsers. Freiburg 1952
- Wildwuchs im Garten der Nächstenliebe. Kevelaer 1953
- Ave Maria. Drei singen ein Marienlied. Bonn 1958

1931 verfasste er darüber hinaus das Buch zum Kurz-Dokumentarfilm Unsere Kinder des Produzenten Hubert Schonger. Die Uraufführung fand im Dezember 1931 im Ufa-Palast in Dortmund statt.
Die Sprache seiner Bücher war zeitgemäß und nur so weit wissenschaftlich, wie er dies seinen damaligen Lesern zumuten konnte. Seine in seinen Schriften niedergelegten Gedankengänge sind heute mitunter schwer nachvollziehbar, obwohl er mit Beispielen und Zitaten arbeitete, die seinen Lesern vermutlich vertraut waren. Die in seinen Büchern vertretenen konservativen Ansichten über das Leben in Familie und Gesellschaft, speziell über die Rolle der Frau, sind der damaligen Zeit geschuldet; sie entsprachen den Ansichten vieler seiner Leser, wie noch lebende Zeitgenossen Deusters berichten.
Zielgruppenbezogen zu schreiben, war eines seiner Hauptanliegen. In Dein Reichtum versuchte er beispielsweise in missionarischem und erzieherischem Ton mit Hinweisen auf die nach seiner Meinung wirklichen Reichtümer vor allem den Menschen des Ruhrgebiets in den schwierigen 1920er-Jahren Mut zu machen. Für den gläubigen Katholiken interpretierte er in Das Wagnis des Vaterunsers die in diesem Gebet enthaltenen Bitten in einer zumindest weitgehend verständlichen Form. Nach theologisch-wissenschaftlichen Maßstäben können seine Schriften nicht beurteilt werden. Er war bei allen Themen stark emotional eingebunden und ließ über seine enge Bindung an die katholische Kirche keine Zweifel aufkommen.
Seine Tätigkeit als Buchautor beendete er Ende der 1950er-Jahre. Ihm als zeitlebens streng gläubigem, konservativem Katholik waren die Beschlüsse des Zweiten Vatikanischen Konzils – insbesondere hinsichtlich der Liturgie – zu weitgehend, als dass er glaubte, seine bis dahin geäußerten theologischen Ansichten in allen Bereichen weiterhin glaubwürdig vertreten zu können.

## Heimatverbundenheit
Wegen seiner Schul- und Berufsausbildung und der späteren beruflichen Tätigkeit hielt sich Adolf Deuster meist fern seiner Heimat auf. Die Verbindung zu seinem Heimatort Lüftelberg und zur Nachbargemeinde Flerzheim (heute Ortsteil der Stadt Rheinbach), wo einige seiner Familienangehörigen wohnten, wurde jedoch nie unterbrochen, sondern von beiden Seiten intensiv gepflegt. Vor allem durch gegenseitige Besuche blieb man in Verbindung. Selbst während seiner Tätigkeit als Pfarrer in Lünen wurde er von einer Abordnung Lüftelberger Bürger und von in Flerzheim wohnenden Familienangehörigen besucht. Sie waren – gelegentlich in Gestalt des Gesangvereins – auch zu Gast, als er in Bad Neuenahr während seines Ruhestands verschiedene Jubiläen feierte und Auszeichnungen entgegennahm. Umgekehrt kam er häufig zu Besuch in seine Lüftelberger Heimat, insbesondere zu den Festtagen der heiligen Lüfthildis, die seinem Heimatort den Namen gab. Dass er sich bei solchen Besuchen bei den Proben des Gesangvereins und in der örtlichen Volksschule sehen ließ, war Ausdruck seiner Heimatverbundenheit. Als Quartier wählte er für diese Besuche das Antonius-Kloster in Flerzheim, nur wenige Fußminuten von den dort wohnenden Familienangehörigen entfernt.

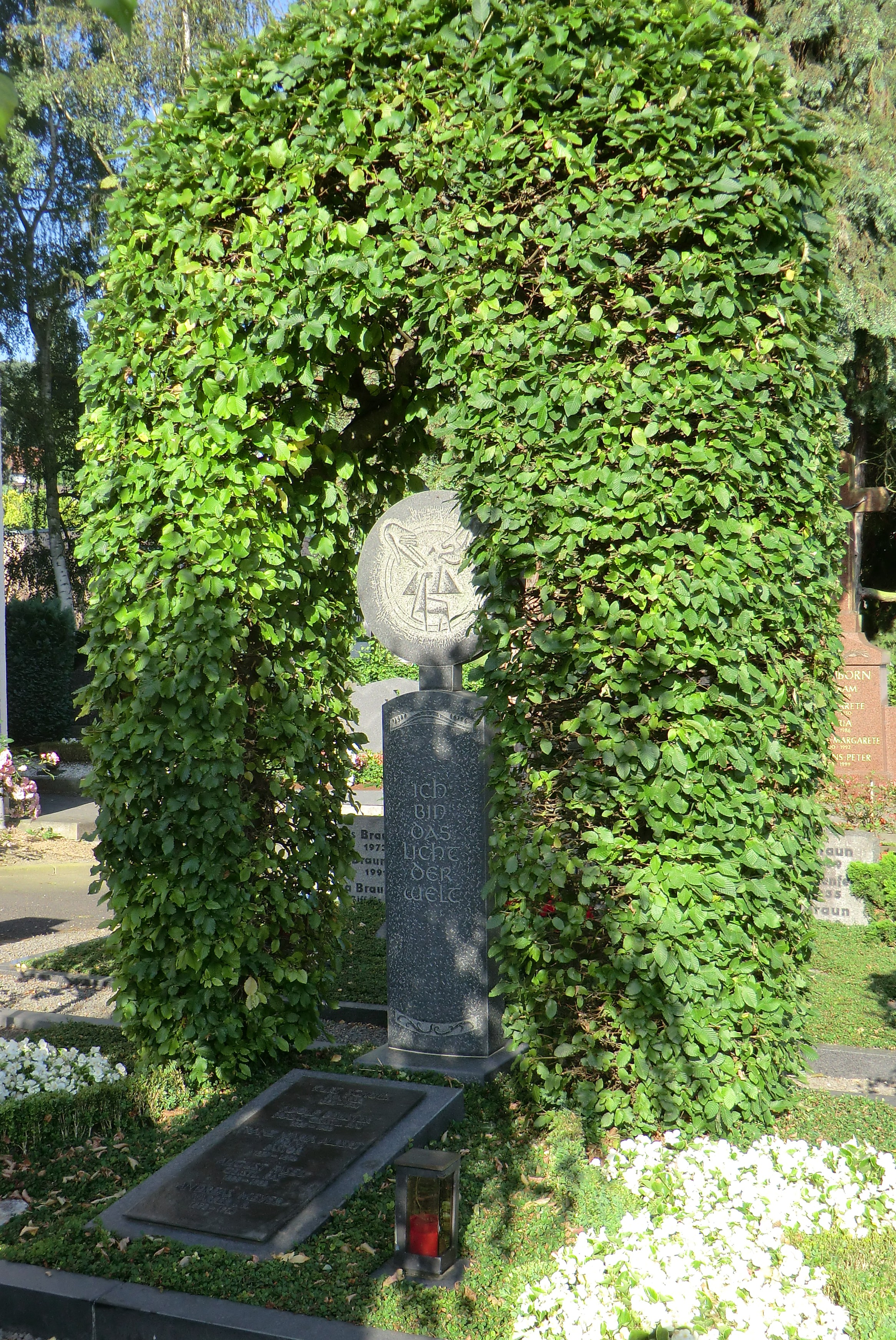
Deusters Grabstätte auf dem Friedhof in Bad Neuenahr

Stärker noch als bei solchen Anlässen kommt seine Heimatverbundenheit in einer seiner Schriften zum Ausdruck. Im Buch Dein Reichtum, das er 1928 verfasste, etwa 30 Jahre nachdem er seine Heimat verlassen hatte, gleichen einige Abschnitte einer Liebeserklärung an sein Heimatdorf. Die zu Beginn dieses Buches fast schon schwärmerische Beschreibung seiner engeren Lüftelberger Heimat, die häufige Bezugnahme auf positive Beispiele seines Heimatdorfes für alle möglichen Lebenslagen und die am Ende des Buches vorgenommene verallgemeinernde Würdigung der Bedeutung der Heimat für den Einzelnen geben Dein Reichtum Leitfaden und Rahmen und stellen zugleich einen starken Beleg für Deusters Wertschätzung seiner Heimat dar. Er selbst nutzt in diesem Buch, wie er einleitend schreibt, den Heimatgedanken als „...Erläuterung zum Gesagten und gleichzeitig als wirksames Mittel zum Ziel.“
Als er am 29. Juli 1982 in Bad Neuenahr auf dem dortigen Friedhof beigesetzt wurde, lag sein ausbildungs- und berufsbedingter Abschied von Lüftelberg bereits fast 80 Jahre zurück. Dennoch gab ihm der Lüftelberger Gesangverein mit einer großen Abordnung und Vereinsfahne das letzte Geleit.

## Ehrungen und Auszeichnungen
Vor allem für sein soziales Engagement in der Kinderarbeit wurde Adolf Deuster mehrfach geehrt und ausgezeichnet: u. a. von der katholischen Kirche, vom Malteser Ritterorden und von der Stadt Bad Neuenahr. Bereits während seiner Tätigkeit im Erzbistum Paderborn wurde er für seine Verdienste um das Kinderhilfswerk zum Päpstlichen Hausprälaten ernannt. Dem folgten 1955 (Verleihung Verdienstkreuz 1. Klasse) und 1962 (Ernennung zum Konventualkaplan) Auszeichnungen durch den Malteser Ritterorden, im Jahr 1963 die Ernennung zum Geistlichen Rat durch den Erzbischof von Paderborn und im Jahr 1965 die Ernennung zum Päpstlichen Geheimkämmerer. Die Stadt Bad Neuenahr ehrte ihn 1975 mit der Verleihung des Silbernen Wappentellers der Stadt Bad Neuenahr-Ahrweiler. Schließlich erhielt er 1979 das Große Verdienstkreuz „pro piis meritis“ durch den Souveränen Malteser-Ritterorden, die höchste Auszeichnung dieses Ordens für Geistliche.